# 精武家庭
《精武家庭》是2005年制作和上映的动作类电影，由香港制作出品。由黄秋生、馮德倫、鍾欣潼主演。

## 剧情
余小寶掛著「精武」招牌的醫館討生活。其子Nicky情傾其妹Natalie好友Ella，更發展一段感情。Jason是Natalie的男友，與小寶有密切關係。十二年前，特工精英Rocco在一次行動中被戴子龍弄傷，下半生需與輪椅為伴，更害他入獄。Rocco為了報仇，逼小寶交出戴子龍的資料。Nicky與Natalie尋小寶下落，發現平安符內藏神秘的記憶晶片，老爸竟是特務組織的人，責任保護退役特工而隱姓埋名。Nicky和Natalie为營救父親，展開一場特工與特工之間的敵對角力。Nicky和Natalie先遇上GJ和Tank两位女杀手，Nicky与Tank对打而Natalie对上GJ。Natalie一直用拳掌击中GJ胸部要害，最后轻松的踢出双脚击中GJ胸部要害致死。而Nicky与Tank对打不分上下，最后千辛万苦之下才能把Tank给打晕。最后他们两兄妹一起闯入坏人组织救出父亲。

## 角色
| 演 員      | 角 色           | 角色介紹 |
| 黄秋生     | 余小寶          | 典型習武之人，重義氣，愛家庭。身爲保護特工人員，因年輕時勇救無數陷于險境的特工而深感自豪，現在仍緊守崗位，誓死保密退休特工的身份。面對家中的一對鬥氣兄妹 Nicky 和 Natalie，想拉近彼此關系，卻總是力不從心。人到中年，最大的理想是成爲子女心目中最尊敬的爸爸。被 Rocco 的手下合力打败把他捉起来。 |
| 馮德倫     | 阿 豪 (Nicky)   | 小宝的儿子，沈默寡言、自我內向，跟父親一樣有一身好功夫。表面對父親不瞅不睬，其實心裏也是關心父親，當知道父親被擄，即拼命要將他救回。一家人面對過生死之後，終明白親情的可貴。徒手打败 Rocco 的一班杀手。喜欢小柔，最后与小柔在一起                                                                |
| 鍾欣潼     | 芳 芳 (Natalie) | 小宝的女儿，外表嬌滴滴，卻遺傳著父親的武術細胞，身手敏捷，閑時最愛跟哥哥鬥嘴和切磋武功。尊敬父親，只是厭倦父親常在同學面前“講故事”。從不知身邊男友原來隱瞞著一個秘密身份，與其父更有不可告人的密切關系。使用太极拳一直打杀手GJ的胸部要害致死。最后救出小宝与 Jason 相爱。                        |
| 吳彥祖     | 積 遜 (Jason)   | 芳芳的男朋友，其實是特工組織派來暗中協助小寶的年輕特工，似有利用與芳芳的關系之嫌，心裏對芳芳的愛卻是如假包換的。工作上極力爭取表現，事事盡責；愛情路上卻顯得笨手笨腳，不解溫柔。 |
| 王敏德     | Rocco           | 特工精英，十二年前在行動中身受重傷，下半生需與輪椅爲伴，在獄中苦渡了十二個年頭，誓找當日害他弄得如此田地的特工報仇。余下的生命只有報仇和兒子，心中雖充滿仇恨，對兒子還是一派慈父本色，愛護有加，無微不至。捉走余小宝，要找戴子龙报仇。最后被小宝儿女打败。                                       |
| 午 馬      | 戴子龍          | 一位退役的特工。最后与阿豪和芳芳救出小宝。 |
| 蔡卓妍     | 小 柔 (Ella)    | 活潑好動的少女，是芳芳的同學兼好友，常到余家作客，關系密切。性格反叛，作風大膽，與豪之間有一段似是而非的微妙感情關系。阿豪喜欢的对象，最后与豪在一起。 |
| 何超儀     | GJ              | 低估芳芳是学生妹容易对付就单独与芳芳对打要抢走平安符，但被芳芳一直打胸部要害。结果反而还打输给中学生小妹妹芳芳，还被芳芳打爆胸部致死。 |
| 伍允龍     | King            | 武功高强的杀手。和其他杀手去对付小宝，并把小宝抓走。还一度追击阿豪和芳芳试图抢走平安符，最后被阿豪打败。 |
| 唐劍康     | 穆罕默德王子    | |
| 甄子康     | 鴨都拉拿王子    | |
| 羅家英     | 的士司機        | |
| 李家鼎     | 何森            | |
| 樋口明日嘉 | 余小寶妻子      | |

## 獎項
| 頒獎典禮             | 獎項         | 名單                   | 結果 |
| -------------------- | ------------ | ---------------------- | ---- |
| 第25屆香港電影金像獎 | 最佳動作設計 | 袁和平、袁信義、谷軒昭 | 提名 |
| 第25屆香港電影金像獎 | 新晉導演     | 馮德倫                 | 提名 |